# Adolf von Neuffer

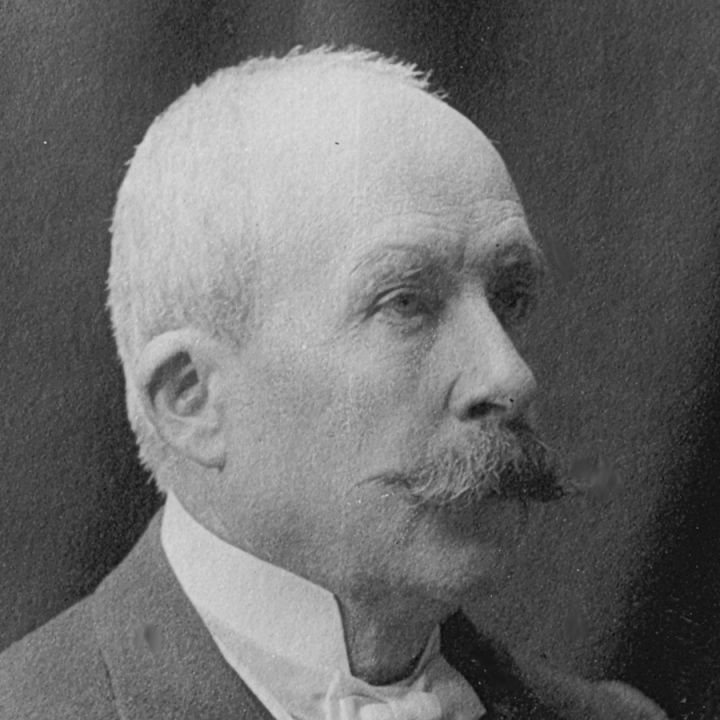
Adolf von Neuffer

Adolf Ritter von Neuffer (* 30. September 1845 in Regensburg; † 24. April 1924 in Karlsruhe) war ein bayerischer Verwaltungsbeamter.

## Leben
Adolf von Neuffer studierte an der Ludwig-Maximilians-Universität München und der Ruprecht-Karls-Universität Heidelberg Rechtswissenschaft. 1863 wurde er Mitglied des Corps Palatia München. 1871 wurde er Akzessist bei der Regierung der Oberpfalz. 1881 wurde er Regierungsassessor bei der Regierung von Oberbayern. 1887 wurde er unter Beförderung zum Regierungsrat zur Regierung von Schwaben versetzt. 1895 kam er wieder zur Regierung von Oberbayern. Im folgenden Jahr wurde er als Regierungsdirektor zur Regierung von Mittelfranken versetzt. Von 1902 bis 1918 war von Neuffer Regierungspräsident der Pfalz (Bayern).
Von Neuffer war Vorsitzender des Vereins Historisches Museum der Pfalz und des Historischen Vereins der Pfalz. Die Stadt Speyer verlieh ihm 1909 das Ehrenbürgerrecht. Er trug den Ehrentitel Exzellenz.